# Атлетик Билбао
Атлетик Билбао (Athletic Club aðˈletik ˈkluβ или на испански: Athletic Club de Bilbao; на баски: Bilboko Athletic Kluba bilβoko aðletik kluβa) е испански футболен отбор от град Билбао, Баска автономна област. Клубът играе в Примера дивисион от основаването на лигата през 1929 година. Атлетик е един от трите клуба основатели на Ла Лига заедно с Реал Мадрид и Барселона, които никога не са изпадали. В исторически аспект Атлетик е един от най-успешните футболни отбори в Испания с 8 титли и 24 Купи на краля.
Атлетик са известни като „червено-белите“ заради техните червено-бели раирани фланелки и като „лъвовете“, защото техният стадион е бил построен до църква, наречена Сан Мамес. Мамес бил един от първите християни в Римската империя и по тази причина бил хвърлен на лъвовете от римляните. Но животните не поискали да го изядат и затова по-късно Мамес бил провъзгласен за светец.
Клубът е прочут с политиката си да налага в своя състав само играчи от баски произход. Това донася на клуба много похвали, но и много критики. Поддръжниците на тази политика твърдят, че по този начин се дава шанс за изява на местни момчета, които са лоялни към клуба си. Други приемат това като ксенофобска и ограничаваща политика и цитират случаите с Хесус Мария Переда, Мигел Хонес и Бенхамин. Баските от своя страна смятат, че това не е ограничаваща спрямо чужденците, а пробаска политика от страна на клуба. За местните жители това, че Бишенте Лизаразу е играл в отбора, както и многото чуждестранни треньори водили тима доказват отворения облик на Атлетик Билбао. Атлетик е един от четирите професионални отбора от Испания (другите три са Осасуна, Реал Мадрид, Барселона), които не са спортни корпорации, а са изцяло притежавани и управлявани от членовете на клуба.
Най-големият съперник на Атлетик Билбао е местният отбор от Сан Себастиан Реал Сосиедад, като този мач е наричан „Баското дерби“. Други баски съперници на тима са отборите на Алавес, Ейбар, Осасуна. Към списъка на съперниците на клуба от Билбао попада и столичният Реал Мадрид (заради спортни и политически причини).
Две от четирите най-значини индивидуални отличия на най-големия спортен вестник в Испания Марка са кръстени на бивши играчи на тима. Наградата за голмайстор на сезона в Ла Лига, трофея Пичичи, е кръстена на Рафаел Морено Арансади „Пичичи“, а за най-добър испански реализатор в първенството, трофея Сара, на Телмо Сараонандия „Сара“.

## Успехи
- Ла Лига:
  -  Шампион (8):  1929/30, 1930/31, 1933/34, 1935/36, 1942/43, 1955/56, 1982/83, 1983/84
  -  Вицешампион (7): 1931/32, 1932/33, 1940/41, 1946/47, 1951/52, 1969/70, 1997/98
  -  Бронзов медал (10): 1928/29, 1939/40, 1945/46, 1954/55, 1958/59, 1959/60, 1976/77, 1977/78, 1984/85, 1985/86

- Купа на Краля: [2]
  -  Носител (24): (1901 – 1902) [2], 1902/03, 1903/04, 1909/10, 1910/11, 1913/14, 1914/15, 1915/16, 1920/21, 1922/23, 1929/30, 1930/31, 1931/32, 1932/33, 1942/43, 1943/44, 1944/45, 1949/50, 1954/55, 1955/56, 1957/58, 1968/69, 1972/73, 1983/84, 2023/24
  -  Финалист (16): 1905, 1906, 1913, 1920, 1942, 1948/49, 1952/53, 1965/66, 1966/67, 1976/77, 1984/85, 2008/09, 2011/12, 2014/15, 2019/20, 2020/21

- Суперкупа на Испания
  -  Носител (3): 1985[3], 2015, 2021
  -  Финалист (3): 1983, 2009, 2022

- Купа Ева Дуарте:
  -  Носител (1): 1950
  -  Финалист (1): 1945

- Coppa dell'Incoronazione:
  -  Носител (1): 1902

- Шампионат на Баския: [4]
  -  Шампион (16): 1913/14, 1914/15, 1915/16, 1919/20, 1920/21, 1922/23, 1923/24, 1925/26, 1927/28, 1928/29, 1930/31, 1931/32, 1932/33, 1933/34, 1938/39 [4], 1939/40

- Купа на Баския:
  -  Носител (1): 1934

Международни
- Купа на УЕФА/Лига Европа:
  -  Финалист (2): 1976 – 1977, 2011 – 2012
  - 1/2 финалист (1): 2024/25

- Латинска купа:
  -  Финалист (1): 1956

- 77 сезона в Примера дивисион
- 4 Сезона в Шампионска лига
- 16 Сезона в турнира за Купата на УЕФА
- 1 Интертото

## Състав за сезон 2024 – 2025 г.
към 15 август 2024 г.
Забележка: Отбелязаните националности са според правилата на ФИФА и националните отбори, които представляват играчите. Един играч може да има повече националности.
| №  | Пост | Играч                  |
| -- | ---- | ---------------------- |
| 1  | В    | Унай Симон             |
| 2  | З    | Андони Горосабел       |
| 3  | З    | Дани Вивиан            |
| 5  | З    | Йерай Алварес          |
| 6  | П    | Микел Весга            |
| 7  | П    | Алекс Беренгер         |
| 8  | П    | Ойхан Сансет           |
| 9  | Н    | Иняки Уилямс           |
| 10 | Н    | Нико Уилямс            |
| 11 | Н    | Алваро Джало           |
| 12 | Н    | Горка Гурузета         |
| 13 | В    | Юлен Агирезабала       |
| 15 | З    | Иниго Лекуе            |
| 16 | П    | Иниго Руис де Галарета |
| 17 | З    | Юри Берчиче            |
| 18 | З    | Оскар де Маркос        |

| №  | Пост | Играч         |
| -- | ---- | ------------- |
| 19 | Н    | Хавиер Мартон |
| 20 | П    | Унай Гомес    |
| 21 | П    | Андер Ерера   |
| 22 | Н    | Нико Серано   |
| 23 | Н    | Аду Арес      |
| 24 | П    | Бенат Прадос  |
| 26 | В    | Алекс Падила  |

## Известни футболисти
- Телмо Сараонандия „Сара“
- Исмаил Урсаис
- Андони Гойкоечея
- Андони Субисарета
- Хулиен Гереро
- Хулио Салинас
- Хосеба Ечеберия
- Хосе Рамон Алесанко
- Фернандо Йоренте
- Бишенте Лизаразу
- Аймерик Лапорт
- Рафаел Морено Арансади „Пичичи“
- Хави Мартинес

## Известни треньори
- Хавиер Клементе
- Юп Хайнкес
- Хавиер Игурета
- Луис Фернандес
- Марсело Биелса
- Ернесто Валверде